# Denshūtai

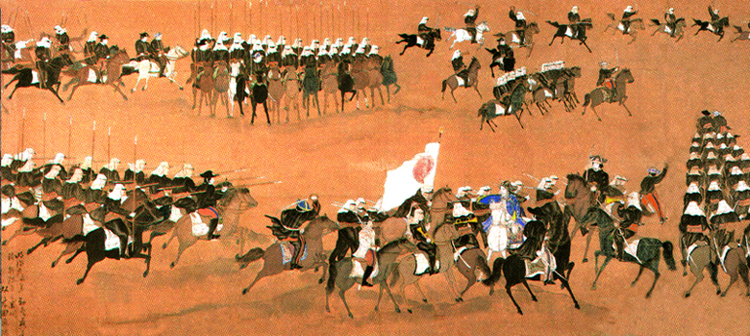
La cavalleria stile francese dello Shogunato.

Il Denshūtai (伝習隊) era un corpo d'élite dello Shogunato Tokugawa durante il periodo Bakumatsu in Giappone. Il corpo fu fondato da Ōtori Keisuke con l'aiuto della missione militare francese in Giappone del 1867-68.
Il corpo era composto da 800 uomini. Erano equipaggiato con fucili di tipo Minié ed Enfield, altamente superiori ai fucili Gewehr a percussione ed i fucili a miccia Tanegashima usati dalle altre truppe Shogunali. 
Le truppe furono addestrate da ufficiali francesi come Charles Canoine e Jules Brunet, e combatterono nella Guerra Boshin del 1868-1869. 

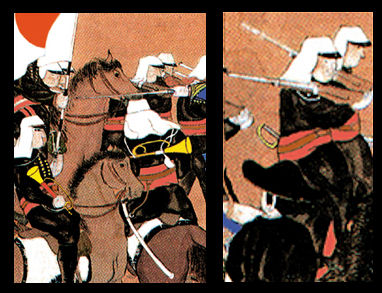
Cavalleria e fanteria del Denshūtai (dettaglio).